# 丙酰辅酶A
丙酰辅酶A 是由辅酶A与丙酸通过硫酯键结合成的重要代谢中间产物。 

## 在动物中的代谢

### 生成途径
有几种不同的丙酰辅酶A形成方式。
- 奇数链的脂肪酸β-氧化的末端产物。
- 异亮氨酸和缬氨酸的代谢产物。
- α-丁酮酸的代谢产物，而α-丁酮酸又是苏氨酸和甲硫氨酸的代谢产物。

### 代谢途径
在动物中，丙酰辅酶A通过丙酰辅酶A羧化酶转化为(S)-甲基丙二酰辅酶A（同时还需要生物素和ATP），再由甲基丙二酸单酰辅酶A差向异构酶转化为(R)-甲基丙二酰辅酶A。
(R)-甲基丙二酰辅酶A接下来再由甲基丙二酸单酰辅酶A变位酶转化为琥珀酰辅酶A(以维生素B12为辅酶)，从而进入三羧酸循环。

## 在植物与昆虫中的特殊代谢途径
在一些植物与昆虫中丙酰辅酶A有着与上述不同的代谢途径。 
关于这一代谢途径还未完全清楚，似乎涉及丙烯酰辅酶A和3-羟酰辅酶A。